# Batraz Chadarcev
Batraz Soslanovič Chadarcev (in russo Батраз Сосланович Хадарцев?; Vladikavkaz, 23 maggio 1993) è un calciatore russo, centrocampista dell'Alanija Vladikavkaz.

## Caratteristiche tecniche
È un esterno sinistro.

## Carriera

### Club
Ha esordito il 27 settembre 2012 con la maglia dell'Alanija Vladikavkaz in un match di Kubok Rossii perso 2-1 contro il Tjumen'.

### Nazionale
Ha giocato nella nazionale russa Under-21.

## Statistiche

### Presenze e reti nei club
Statistiche aggiornate al 15 febbraio 2017.
| Stagione             | Squadra              | Campionato           | Campionato | Campionato | Coppe nazionali | Coppe nazionali | Coppe nazionali | Coppe continentali | Coppe continentali | Coppe continentali | Altre coppe | Altre coppe | Altre coppe | Totale | Totale | Totale |
| Stagione             | Squadra              | Comp                 | Pres       | Reti       | Comp            | Pres            | Reti            | Comp               | Pres               | Reti               | Comp        | Pres        | Reti        | Pres   | Reti   |        |
| -------------------- | -------------------- | -------------------- | ---------- | ---------- | --------------- | --------------- | --------------- | ------------------ | ------------------ | ------------------ | ----------- | ----------- | ----------- | ------ | ------ | ------ |
| 2012-2013            | Alanija Vladikavkaz  | PL                   | 0          | 0          | CR              | 1               | 0               |                    | -                  | -                  |             | -           | -           | 1      | 0      |        |
| 2013-2014            | Alanija Vladikavkaz  | 1D                   | 20         | 2          | CR              | 2               | 0               |                    | -                  | -                  |             | -           | -           | 22     | 2      |        |
| Totale Alanija Vlad. | Totale Alanija Vlad. | Totale Alanija Vlad. | 20         | 2          |                 | 3               | 0               |                    | -                  | -                  |             | -           | -           | 23     | 2      |        |
| 2014-2015            | Tosno                | 1D                   | 31+2       | 7+0        | CR              | 3               | 1               |                    | -                  | -                  |             | -           | -           | 36     | 8      |        |
| 2015-2016            | Anži                 | PL                   | 15         | 0          | CR              | 2               | 0               |                    | -                  | -                  |             | -           | -           | 17     | 0      |        |
| 2016-2017            | Anži                 | PL                   | 4          | 0          | CR              | 0               | 0               |                    | -                  | -                  |             | -           | -           | 4      | 0      |        |
| 2017-2018            | Anži                 | PL                   | 0          | 0          | CR              | 1               | 0               |                    | -                  | -                  |             | -           | -           | 1      | 0      |        |
| Totale carriera      | Totale carriera      | Totale carriera      | 72         | 9          |                 | 9               | 1               |                    | -                  | -                  |             | -           | -           | 81     | 10     |        |